# Dichaetomyia latifrons
Dichaetomyia latifrons är en tvåvingeart som beskrevs av Malloch 1928. Dichaetomyia latifrons ingår i släktet Dichaetomyia och familjen husflugor. Inga underarter finns listade i Catalogue of Life.